# كلا الشمالية (الشوافعة)
كلا الشمالية هي إحدى مشيخات المملكة المغربية، تتبع جغرافيا لإقليم القنيطرة وإداريًا لالشوافعة. يقدر عدد سكانها بـ 8871 نسمة حسب الإحصاء الرسمي للسكان والسكنى لسنة 2004.